# بدبینی
اختلال بدبینی یا پِسیمیسم نگرشی است که در آن روند امور رو به تباهی است و آرزوهای آدمی برآورده نمی‌شود. برپایهٔ این نگرش، پلیدی‌ها و سختی‌های زندگی بر خوبی‌ها و خوشی‌های آن سنگینی می‌کنند. قضاوت‌های ارزشی ممکن است به‌طور چشمگیری در میان افرادِ متفاوت فرق کنند. یک نمونهٔ رایجِ این پدیده، پرسش «آیا نیمهٔ لیوان پر یا خالی است؟» می‌باشد. در چنین موقعیتی، تصور اینکه آن چیز خوب یا بد است، می‌تواند به‌ترتیب خوش‌بینی یا بدبینی نامیده شود. تفکر بدبینانه در طول تاریخ بر تمام شیوه‌های تفکر تأثیر گذاشته است.
بدبینی و الگوهای مداوم بی‌اعتمادی و سوءظن نسبت به دیگران مشخص می‌شود. افرادی که به این اختلال مبتلا هستند، معمولاً زن ها به راحتی احساس می‌کنند که دیگران قصد آسیب رساندن به آن‌ها را دارند و این نگرش می‌تواند روابط بین فردی، به ویژه در زمینه‌های زناشویی، را تحت تأثیر قرار دهد.

## بدبینی فلسفی
بدبینی فلسفی دیدگاه مرتبطی است که دنیا را با شیوه‌ای به شدت ناخوشبینانه می‌بیند. فیلسوفانِ بدبین، معمولاً پوچ‌انگارِ معتقد به اصالت وجود هستند. به باور آن‌ها زندگی هیچ ارزش یا معنایی ندارد. پاسخ آن‌ها به این شرایط بسیار متفاوت است.
بدبینی فلسفی بیشتر با هنر و ادبیات پیوند یافته است. فلسفهٔ شوپنهاور در میان آهنگسازانی چون واگنر، برامس، و مالر بسیار محبوب بوده است. چندین فیلسوف بدبین به نوشتن رمان یا شعر پرداختند که از آن میان می‌توان به کامو و لئوپاردی اشاره کرد.